# Del Shannon/Diskografie
Diese Diskografie ist eine Übersicht über die Singleschallplatten (45 rpm) und Langspielplatten (33 rpm) des US-amerikanischen Schlagersängers Del Shannon, die zu seinen Lebzeiten in den USA, Großbritannien und Deutschland veröffentlicht wurden.

## Singles (45 Rpm)

Runaway
Handy Man
Under My Thumb

| Jahr | Titel                                                | US      | UK             | DE       |
| ---- | ---------------------------------------------------- | ------- | -------------- | -------- |
|      |                                                      | BigTop  | London         | Heliodor |
| 1961 | Runaway / Jody                                       | 45-3067 | 9317           | 453099   |
| 1961 | Hats Off To Larry / Don’t Gild The Lily, Lily        | 45-3075 | 9402           | 453107   |
| 1961 | So Long Baby / The Answer To Everything              | 45-3083 | 9462           |          |
| 1961 | Hey! Little Girl / Don’t Care Anymore                | 45-3091 |                |          |
| 1962 | Hey! Little Girl / You Never Talked About Me         |         | 9515           |          |
| 1962 | So Long Baby / Hey! Little Girl                      |         |                | 453115   |
| 1962 | Ginny In The Mirror / I Won’t Be There               | 45-3098 |                |          |
| 1962 | Cry Myself To Sleep / I’m Gonna Move On              | 45-3112 | 9587           |          |
| 1962 | The Swiss Maid / You Never Talked About Me           | 45-3117 |                | 453130   |
| 1962 | The Swiss Maid / Ginny In The Mirror                 |         | 9606           |          |
| 1962 | Little Town Flirt / The Wamboo                       | 45-3131 | 9653           | 453133   |
| 1963 | Two Kind Of Teardrops / Kelly                        | 45-3143 | 9710           | 453136   |
| 1963 | From Me to You / Two Silhouettes                     | 45-3152 |                | 453137   |
| 1963 | Two Silhouettes / My Wild One                        |         | 9761           |          |
|      |                                                      | BerLee  |                |          |
| 1963 | Sue’s Gotta Be Mine / Now She’s Gone                 | B-501   |                |          |
| 1963 | Sue’s Gonna Be Mine / Since She’s Gone               |         | 9800           |          |
| 1963 | That’s The Way Love Is / Time Of The Day             | B-502   | 9858           |          |
|      |                                                      | Amy     | Stateside      | Columbia |
| 1964 | Mary Jane / Stains On My Letter                      | 897     | 269            | 22705    |
| 1964 | Handy Man / Give Her Lot’s Of Lovin’                 | 905     | 317            | 22764    |
| 1964 | Do You Wanna Dance / This Is All I Have To Give      | 911     | 349            |          |
| 1964 | Keep Searchin’ / Broken Promises                     | 915     | 368            | 22940    |
| 1965 | Stranger In Town / Over You                          | 919     | 395            | 22948    |
| 1965 | Break Up / Why Don’t You Tell Him                    | 925     | 430            |          |
| 1965 | Move It On Over / She Still Remembers Tony           | 937     | 452            |          |
| 1966 | I Can’t Believe My Ears / I Wish I Wasn’t Me Tonight | 947     | 494            |          |
|      |                                                      | Liberty | Liberty        |          |
| 1966 | The Big Hurt / I Got It Bad                          | 55866   | 55866          |          |
| 1966 | For A Little While / Hey! Little Star                | 55889   | 55889          |          |
| 1966 | Show Me / Never Thought I Could                      | 55894   |                |          |
| 1966 | Under My Thumb / She Was Mine                        | 55904   |                |          |
|      |                                                      |         |                | Liberty  |
| 1967 | She / What Makes You Run                             | 55939   | 55939          | 23437    |
| 1967 | Led Along / I Can’t Be True                          | 55961   |                | 23499    |
| 1967 | Mind Over Matter / Led Along                         |         | 10277          |          |
| 1967 | Runaway (’67) / He Cheated                           | 55993   |                |          |
| 1967 | Runaway (’67) / Show Me                              |         | 15020          | 15020    |
| 1968 | Thinkin’ It Over / Runnin’ On Back                   | 56018   | 15061          | 15061    |
| 1968 | Gemini / Magical Musical Box                         | 56036   | 15079          |          |
| 1968 | Raindrops / You Don’t Love Me                        | 56070   |                |          |
|      |                                                      | Dunhill | Stateside      |          |
| 1969 | Comin’ Back To Me / Sweet Mary Lou                   | D-4193  | 8025           |          |
| 1969 | Sister Isabelle / Colorado Rain                      | D-4224  | 8040           |          |
|      |                                                      |         | United Artists |          |
| 1972 | What’s A Matter Baby / Early In The Mornin’          |         | 35460          |          |
| 1973 | Kelly / Cooperville Yodel                            |         | 35535          |          |
| 1974 | And The Music Plays On / In My Arms Again            |         | 35740          |          |
|      |                                                      | Island  |                | Island   |
| 1975 | Tell Her No / Restless                               | IS-021  |                | 16226    |
| 1975 | Cry Baby Cry / In My Arms Again                      | IS-038  |                |          |

- Runaway
- Handy Man
- Under My Thumb

## Langspielplatten
| Jahr | Titel                                      | US                  | UK                   | DE                   |
| ---- | ------------------------------------------ | ------------------- | -------------------- | -------------------- |
| 1961 | Runaway With Del Shannon                   | Big Top 1303        | London 2402          |                      |
| 1962 | Hats Off To Del Shannon                    |                     | London 8071          |                      |
| 1963 | Little Town Flirt                          | Big Top 1308        | London 8091          |                      |
| 1964 | Handy Man                                  | Amy 8003            | Stateside 10115      |                      |
| 1964 | Del Shannon Sings Hank Williams            | Amy 8004            | Stateside 10130      |                      |
| 1965 | 1,661 Seconds With Del Shannon             | Amy 8006            | Stateside 10140      |                      |
| 1966 | This Is My Bag                             | Liberty 7453        | Liberty 1320         |                      |
| 1966 | Total Commitment                           | Liberty 7479        | Liberty 1335         |                      |
| 1967 | The Best of Del Shannon                    | Dot 25824           |                      |                      |
| 1968 | The Further Adventures of Charles Westover | Liberty 7539        | Liberty 83114        | Liberty 83114        |
| 1971 | Tenth Anniversary Album                    |                     | Sunset 50211         |                      |
| 1972 | The Best of Del Shannon                    |                     |                      | EMI 50792            |
| 1973 | Live In England                            | United Artists 151F | United Artists 29474 |                      |
| 1973 | The Best of Del Shannon                    |                     | Contour 2870323      |                      |
| 1974 | Del Shannon Sings                          | Post 9000           |                      |                      |
| 1975 | Yesterday’s Pop Scene                      |                     |                      | Contempo 6.22093     |
| 1975 | The Very Best of Del Shannon               |                     | Contempo 1001        |                      |
| 1975 | Del Shannon’s Greatest                     | Post 3000           |                      |                      |
| 1975 | The Vintage Years                          | Sire 3708-2         |                      |                      |
| 1976 | Tenth Anniversary Album                    |                     | Sunset 50211         |                      |
| 1978 | ...And The Music Plays On                  |                     | Sunset 50412         |                      |
| 1978 | Golden Hits: The Best of D.S.              | Pickwick 3595       |                      |                      |
| 1979 | Tenth Anniversary Album                    |                     |                      | Crystal 97285        |
| 1980 | Del Shannon Hit Parade                     |                     | London 8545          | London/Line 6.24462  |
| 1981 | The Greatest Hits of D.S.                  |                     |                      | Line 6.24736         |
| 1981 | Runaway With Del Shannon                   |                     |                      | Line 6.24787         |
| 1981 | Hats Off To Del Shannon                    |                     |                      | Line 6.24788         |
| 1981 | Little Town Flirt                          |                     |                      | Line 5050            |
| 1981 | Handy Man                                  |                     |                      | Line 5057            |
| 1981 | 1,661 Seconds With Del Shannon             |                     |                      | Line 5064            |
| 1981 | Del Shannon Sings Hank Williams            |                     |                      | Line 5071            |
| 1982 | Drop Down And Get Me                       | Elektra 568         |                      |                      |
| 1982 | Live In England                            |                     | Fame/Liberty 3020    |                      |
| 1982 | Countdown Series: Del Shannon              |                     | Count 8              |                      |
| 1983 | Drop Down And Get Me                       |                     | Demon 8              | Line/Instant 28538   |
| 1984 | Runaway Hits!                              | Bug 1               | Edsel 121            |                      |
| 1985 | Del Shannon: The Ritz Collection           |                     |                      | Line/Ritz 4503       |
| 1986 | I Go To Pieces                             |                     | Edsel 174            |                      |
| 1986 | Rock ’N’ Roll Greats: Del Shannon          |                     | MFP 57461            |                      |
| 1986 | Drop Down And Get Me                       |                     |                      | Line/Instant 4.00108 |
| 1986 | Runaway With Del Shannon                   |                     |                      | Line/Instant 4.00248 |
| 1986 | Hats Off To Del Shannon                    |                     |                      | Line/Instant 4.00252 |
| 1987 | Little Town Flirt                          |                     |                      | Line/Instant 4.00333 |
| 1987 | 1,661 Seconds With Del Shannon             |                     |                      | Line/Instant 4.00429 |
| 1987 | Handy Man                                  |                     |                      | Line/Instant 4.00433 |
| 1987 | Runaway Hits!                              | Rhino 71056         |                      |                      |
| 1991 | Rock On! (Final Album)                     |                     | Silvertone 514       | Silvertone 74929     |

## Chartplatzierungen

### Alben
| Jahr | Titel                      | Höchstplatzierung, Gesamtwochen, AuszeichnungChartplatzierungen (Jahr, Titel, Platzierungen, Wochen, Auszeichnungen, Anmerkungen) | Höchstplatzierung, Gesamtwochen, AuszeichnungChartplatzierungen (Jahr, Titel, Platzierungen, Wochen, Auszeichnungen, Anmerkungen) | Höchstplatzierung, Gesamtwochen, AuszeichnungChartplatzierungen (Jahr, Titel, Platzierungen, Wochen, Auszeichnungen, Anmerkungen) | Anmerkungen |
| Jahr | Titel                      | DE | UK | US | Anmerkungen |
| ---- | -------------------------- | --- | --- | --- | ----------- |
| 1963 | Hats Off To Del Shannon    | — | UK9 (17 Wo.)UK | — |             |
| 1963 | Little Town Flirt          | — | UK15 (5 Wo.)UK | US12 (26 Wo.)US |             |
| 1982 | Drop Down And Get Me       | — | — | US123 (14 Wo.)US |             |
| 2010 | Runaway - The Very Best Of | — | UK25 (4 Wo.)UK | — |             |

### Singles
| Jahr | Titel Album                             | Höchstplatzierung, Gesamtwochen/‑monate, AuszeichnungChartplatzierungen (Jahr, Titel, Album, Platzierungen, Wochen/Monate, Auszeichnungen, Anmerkungen) | Höchstplatzierung, Gesamtwochen/‑monate, AuszeichnungChartplatzierungen (Jahr, Titel, Album, Platzierungen, Wochen/Monate, Auszeichnungen, Anmerkungen) | Höchstplatzierung, Gesamtwochen/‑monate, AuszeichnungChartplatzierungen (Jahr, Titel, Album, Platzierungen, Wochen/Monate, Auszeichnungen, Anmerkungen) | Anmerkungen |
| Jahr | Titel Album                             | DE | UK | US | Anmerkungen |
| ---- | --------------------------------------- | --- | --- | --- | ----------- |
| 1961 | Runaway –                               | — | UK1 Silber · (22 Wo.)UK | US1 (17 Wo.)US |             |
| 1961 | Hats Off To Larry –                     | — | UK6 (12 Wo.)UK | US5 (13 Wo.)US |             |
| 1961 | So Long Baby –                          | — | UK10 (11 Wo.)UK | US28 (10 Wo.)US |             |
| 1962 | Hey! Little Girl –                      | — | UK2 (15 Wo.)UK | US38 (8 Wo.)US |             |
| 1962 | Cry Myself To Sleep –                   | — | UK29 (6 Wo.)UK | US99 (1 Wo.)US |             |
| 1962 | Swiss Maid –                            | — | UK2 (17 Wo.)UK | US64 (5 Wo.)US |             |
| 1962 | Little Town Flirt –                     | — | UK4 (13 Wo.)UK | US12 (14 Wo.)US |             |
| 1963 | Two Kinds Of Teardrops –                | — | UK5 (13 Wo.)UK | US50 (9 Wo.)US |             |
| 1963 | From Me To You –                        | — | — | US77 (4 Wo.)US |             |
| 1963 | Two Silhouettes –                       | — | UK23 (8 Wo.)UK | — |             |
| 1963 | Sue’s Gonna Be Mine –                   | — | UK21 (8 Wo.)UK | — |             |
| 1963 | Sue’s Gotta Be Mine –                   | — | — | US71 (7 Wo.)US |             |
| 1964 | Mary Jane –                             | — | UK35 (5 Wo.)UK | — |             |
| 1964 | Handy Man –                             | — | UK36 (4 Wo.)UK | US22 (10 Wo.)US |             |
| 1964 | Do You Want To Dance –                  | — | — | US43 (7 Wo.)US |             |
| 1964 | Keep Searchin’ (We’ll Follow The Sun) – | DE17 (2 Mt.)DE | UK3 (11 Wo.)UK | US9 (14 Wo.)US |             |
| 1965 | Stranger In Town –                      | — | UK40 (2 Wo.)UK | US30 (6 Wo.)US |             |
| 1965 | Break Up –                              | — | — | US95 (3 Wo.)US |             |
| 1966 | The Big Hurt –                          | — | — | US94 (2 Wo.)US |             |
| 1981 | Sea Of Love –                           | — | — | US33 (12 Wo.)US |             |

## Statistik

### Chartauswertung
|                     | DE    | UK    | US    |
| ------------------- | ----- | ----- | ----- |
| Nummer-eins-Alben   | DE—DE | UK—UK | US—US |
| Top-10-Alben        | DE—DE | UK1UK | US—US |
| Alben in den Charts | DE—DE | UK3UK | US2US |

|                       | DE    | UK     | US     |
| --------------------- | ----- | ------ | ------ |
| Nummer-eins-Singles   | DE—DE | UK1UK  | US1US  |
| Top-10-Singles        | DE—DE | UK8UK  | US3US  |
| Singles in den Charts | DE1DE | UK14UK | US17US |

### Auszeichnungen für Musikverkäufe
Anmerkung: Auszeichnungen in Ländern aus den Charttabellen bzw. Chartboxen sind in ebendiesen zu finden.
| Land/RegionAuszeichnungen für Musikverkäufe (Land/Region, Auszeichnungen, Verkäufe, Quellen) | Silber  | Gold | Platin | Verkäufe | Quellen   |
| -------------------------------------------------------------------------------------------- | ------- | ---- | ------ | -------- | --------- |
| Vereinigtes Königreich (BPI)                                                                 | Silber1 | —    | —      | 200.000  | bpi.co.uk |
| Insgesamt                                                                                    | Silber1 | —    | —      |          |           |